# Mazurski Związek Ludowy
Mazurski Związek Ludowy (MZL) – organizacja działaczy mazurskich założona w listopadzie 1919 r. w związku z mającym nastąpić plebiscytem na Warmii, Mazurach i Powiślu. Głównym ośrodkiem MZL było Szczytno. MZL prowadząc agitacje plebiscytową, dążył do umocnienia polskości Mazurów, postulował samorząd Mazur w ramach państwa polskiego. Czołowi działacze: Fryderyk Leyk (założyciel i prezes), Bogumił Linka.